# Henri-Étienne Beaunis
Henri-Étienne Beaunis né le  2 août 1830 à Amboise, et mort le 20 juillet 1921 au Cannet, est un médecin, un physiologiste et psychologue français, membre de l'École hypnologique de Nancy, connu pour ses travaux sur l'hypnose, l'anatomie, la physiologie et la psychophysiologie.

## Biographie

### Enfance
Henri-Étienne Beaunis est né à Amboise en 1830. Le nom sur son baptistaire de naissance indique Henry-Étienne Beaunis mais la plupart de ses publications se sont faites sous le nom d'Henri-Étienne Beaunis. Sa mère, qui était mariée à un fonctionnaire de Rouen, dut quitter la ville menacée par la révolution de Juillet. Quand sa mère retourna auprès de son père, elle le laissa en Touraine sous la garde de sa grand-mère. Très jeune, il s'intéresse à la lecture et à l'art. Il a beaucoup de succès à l'école et obtient successivement les diplômes de Baccalauréat ès lettres (1848) et Baccalauréat ès sciences physiques (1849).

### Études
Il étudia à Rouen jusqu'au début de ses études médicales entreprises à Paris. Il obtint son doctorat en médecine à Montpellier en 1856. Sa thèse aborde le thème de l'habitude et a été publiée sous le nom De l'habitude en général. Il y présente sa vision de l'habitude et appelle à voir l'habitude comme une manière de perfectionner tout en évitant de s'y complaire sous prétexte de repos ou de bonheur. Son père n'était pas très enthousiaste par rapport à ses penchants pour l'art et l'encouragea à choisir la voie de la médecine, qu'il prit tout en s'enrôlant dans l'armée. Il servit en Algérie à plusieurs reprises et revint en France avec le galon de médecin-major de deuxième classe en 1860. Son œuvre Anatomie générale et physiologie du système lymphatique fut présentée comme thèse d'agrégation de médecine spécialisée en sciences anatomiques et physiologiques, ce qui lui permit de devenir professeur agrégé à la Faculté de médecine de l'Université de Strasbourg.

### Début de sa carrière académique
Cinq ans après être devenu professeur agrégé à Strasbourg, il publia avec Abel Bouchard, lui aussi médecin-major s'étant redirigé vers une carrière académique, leurs Nouveaux éléments d'anatomie descriptive et d'embryologie. Le livre vise à créer une synthèse des connaissances anatomiques et embryologiques s'adressant autant aux étudiants en science qu'aux médecins. Les auteurs profitèrent de leur connaissance de l'allemand pour ne pas rater les découvertes les plus récentes, les rapports de découvertes en allemand étant très fréquents à cette époque. Beaunis écrivit les sections portant sur l'ostéologie, l'arthrologie, la myologie, la splanchnologie, les organes des sens, le corps humain en général ainsi que l'embryologie. Abel Bouchard écrivit les sections portant sur l'angéiologie et la névrologie.
En 1870 et 1871, Beaunis assiste à la guerre franco-allemande qui entraîna du côté français la perte d'une partie de l'Alsace-Lorraine. En 1871 et 1872, il publia à la Gazette médicale de Paris des extraits de son journal qui décrivent ce qu'il a vécu pendant cette guerre, et plus spécifiquement pendant le siège de Strasbourg. Il y décrit le climat intellectuel qui régnait avant cette guerre et l'ouverture progressive autant du côté français que du côté allemand à un dialogue scientifique stimulant, particulièrement dans les domaines de la physiologie et de la médecine. Après son implication comme médecin dans cette guerre, la Faculté de médecine de Strasbourg fut transférée à Nancy, où Beaunis détient la chaire de Physiologie laissée vacante par son titulaire, Émile Küss.

### Travaux en physiologie et en anatomie
En 1874, il publia ses observations sur un cas de transposition générale des viscères accompagnées d'une revue de littérature de l'époque sur la question. La transposition générale des viscères est une anomalie congénitale dans laquelle les organes du corps normalement localisés à gauche du corps sont localisés à droite, et vice-versa. On appelle aujourd'hui cette condition situs inversus. Son ouvrage le plus massif pour cette partie de sa vie fut sans aucun doute ses Nouveaux Éléments de physiologie humaine comprenant les principes de la physiologie comparée et de la physiologie générale, qui synthétisent les connaissances physiologiques de l'époque tout en incluant la psychologie physiologique, généralement reléguée aux philosophes à cette époque. Des éditions supplémentaires furent publiées en 1881 et 1888,. À Nancy, il publie avec Abel Bouchard Précis d'anatomie et de dissection, en 1877, qu'il considère comme une suite de Nouveaux éléments d'anatomie descriptive et d'embryologie.
Dès la publication des Nouveaux Éléments de physiologie humaine, Beaunis avait démontré un souci d'inclusion des processus psychologiques dans le champ général de la physiologie. En 1884, il commence à publier des textes qui se penchent précisément sur cette question. Il publia De la justesse et de la fausseté de la voix, un traité qui expose entre autres l'idée selon laquelle la parole chez l'homme n'est qu'une expression très complexe des capacités de communications présentes chez d'autres animaux et est généré par des processus mécaniques impliquant les muscles de la bouche et de la gorge. Son laboratoire ayant été décemment équipé vers 1876, il publie dans un recueil les résultats des recherches effectuées par lui-même et son personnel de laboratoire entre 1876 et 1884. Ce recueil appelé Recherches expérimentales sur les conditions de l'activité cérébrale et sur la physiologie des nerfs contient les travaux d'Albert Küss, Albert René, Maxime Drouot, Charles Mayard et Eugène Gley. La plupart de ces travaux avaient été préalablement publiés dans la Revue médicale de l'Est ou la Gazette des hôpitaux. Ils décrivent les expériences menées au laboratoire Beaunis en physiologie cérébrale, aujourd'hui appelée neurophysiologie. Les travaux effectués au laboratoire à cette époque incluent des travaux sur la pneumothérapie, les effets physiologiques de la nicotine, les agents diurétiques, les effets des processus cognitifs sur le pouls, les anévrismes, la respiration, les contractions musculaires et sur les temps de réponse à des signaux sensoriels.
Ses travaux le mènent par la suite à s'intéresser à l'hypnose. Il se joint à Ambroise-Auguste Liébeault, Hippolyte Bernheim et Jules Liégeois pour défendre les thèses de l'École de Nancy contre celles de l'École de la Salpêtrière de Jean Martin Charcot. L'École de Nancy défend la thèse selon laquelle l'état d'hypnose est une sorte de sommeil produit par la suggestion, alors que l'École de la Salpêtrière croit qu'il s'agit d'un état pathologique similaire à l'hystérie. En 1887, il publie Le somnambulisme provoqué : études physiologiques et psychologiques qu'il considérait d'abord comme une partie des Recherches expérimentales sur les conditions de l'activité cérébrale et sur la physiologie des nerfs, mais qui constitua finalement une publication séparée à la suite de l'insistance des éditeurs.
Après ce passage dans le monde de l'hypnose, il continua de publier des ouvrages généraux de physiologie et de psychologie physiologique. En 1889, il publia Les sensations internes, une synthèse des sensations et des mécanismes physiologiques des sensations autres que les cinq sens classiquement étudiés. En 1890, il publia L'évolution du système nerveux. En 1889, il fonda à la Sorbonne le premier laboratoire de psychologie français et, en 1894, fonda avec Alfred Binet la revue L'Année psychologique. En 1893, il publie avec Alfred Binet dans les Travaux du Laboratoire de Psychologie Physiologique la description de deux cas de synesthésie.

### Travaux portant sur l'art
Henri-Étienne Beaunis maintenu depuis ses années de collège une passion pour l'art. En 1917, il compléta un travail entrepris depuis au moins 1891 qui visait à traduire en vers le théâtre d'Eschyle,,. Il publia aussi certaines nouvelles sous le pseudonyme de Paul Abaur.

## Décorations
- Officier de la Légion d'honneur (1919)[18]

## Œuvres
- De l'habitude en général, 1856
- L'Italienne, scènes des guerres contemporaines, drame en 1 acte et 2 tableaux en vers, 1859
- Anatomie générale et physiologie du système lymphatique, 1863
- Nouveaux éléments d'anatomie descriptive et d'embryologie, 1868, J.B. Baillière et fils, éds. (coécrit avec Abel Bouchard)
- Tratado elemental de Anatomía descriptiva y de preparaciones anatómicas, 1869 (coécrit avec Alexandre Jamain, Abel Bouchard et Eusebio Rogelio Casas de Batista)
- Impressions de campagne (1870-1871), 1871-1872, Gazette médicale de Paris (réed. Beaunis, H.E. (1887) Impressions de campagne (1870-1871). Félix Alcan, Berger-Levrault et Cie, éds.)
- Programme du cours complémentaire de physiologie fait à la Faculté de médecine de Strasbourg: semestre d'été 1869, 1872
- Remarques sur un cas de transposition générale des viscères, 1874, Berger-Levrault & Cie., éds
- Remarques sur la transposition des viscères, 1874, Revue médicale de l'Est
- Les Principes de la physiologie, par H. Beaunis, professeur de physiologie à la Faculté de médecine de Nancy. Leçon d'ouverture, 1875, Berger-Levrault, éds.
- Nouveaux Éléments de physiologie humaine comprenant les principes de la physiologie comparée et de la physiologie générale. J.B. Baillière et fils, éds. (réed. en 1881 et 1888)
- Précis d'anatomie et de dissection, 1877, J.B. Baillière et fils, éds. (coécrit avec Abel Bouchard)
- Compendio de anatomía y diseccion, 1877, Moya y Plaza éd. (coécrit avec Abel Bouchard et Moya y Plaza)
- Nuevos elementos de anatomía descriptiva y de embriología, Volume 2, 1878, Moya y Plaza éd. (coécrit avec Abel Bouchard et Moya y Plaza, traduit par Gerardo F. Jeremías y Devesa)
- Claude Bernard, leçon d'ouverture du cours de physiologie, 1878, Berger-Levrault éds.
- Sur la comparaison du temps de réaction des différentes sensations, 1883. Revue Philosophique 15:611-620
- L'expérimentation en psychologie par le somnambulisme provoqué, 1885. Revue Philosophique 20:1-36, 113-115
- Influence de la durée de l'attente sur le temps de réactions, 1885. Revue Philosophique 20:330-331
- Suggestion à 172 jours d'intervalle, 1885. Revue Philosophique 20:332
- Un fait de suggestion mentale, 1885. Revue Philosophique 21:204
- De la justesse et de la fausseté de la voix, 1884. J.-B. Baillière et Fils, éds.
- Recherches expérimentales sur les conditions de l'activité cérébrale et sur la physiologie des nerfs, 1884. J.-B. Baillière et Fils, éds.
- Novyia osnovy fizīologīi chelovieka, 1884
- Le somnambulisme provoqué: études physiologiques et psychologiques, 1887. J.-B. Baillière et Fils, éds. (réed. L'Harmattan, 2007)
- Une expérience sur le sens musculaire, 1887. Revue Philosophique 23:328-330
- L'École du service de santé militaire de Strasbourg et la Faculté de médecine de Strasbourg de 1856 à 1870, 1888, Berger-Levrault et cie.
- Les sensations internes, 1889. Félix Alcan, éd., coll. «Bibliothèque scientifique internationale».
- L'évolution du système nerveux, 1888. Revue scientifique 25:257-263, 361-368, 757-764
- Recherches sur la mémoire des sensations musculaires, 1888. Revue Philosophique 25:569-574
- L'évolution du système nerveux, 1889. Revue scientifique 26:8-17
- Der künstlich hervorgerufene Somnambulismus: physiologische und psychologische Studien, 1889. Deuticke, éd.
- L'évolution du système nerveux, 1890. J.B. Baillière et fils, éds.
- Les Suppliantes, d'Eschyle: drame lyrique en deux tableaux et en vers, 1891. Marpon et Flammarion, éds.
- Travaux du Laboratoire de Psychologie Physiologique, 1893-1894
- Introduction, L'Année Psychologique I, 1895.
- Contes physiologiques: Madame Mazurel, 1895. Société d'éditions littéraires, éds. (publié sous le pseudonyme Paul Abaur)
- Contribution à la psychologie du rêve, 1903. American Journal of Psychology 14:271-287
- Les fantoches sur la Côte d'Azur, fantaisie revue en 1 acte et en vers, 1908. V. Guiglion, éd.
- El sonambulismo provocado: estudios fisiológicos y psicológicos, 1908. Bailly-Baillière e hijos, éds.
- Comment fonctionne mon cerveau : essai de psychologie introspective, 1909. Revue Philosophique 67:29-40
- Le mécanisme cérébral: observations personnelles, 1910. Revue Philosophique 69:464-482
- Deux cas de lucidité télépathique, 1914. Annales des sciences psychiques, février
- Elementi di fisiologia umana comprendenti i principii di fisiologia comparata e di fisiologia general, 1916. Unione Tipografico editrice, éds.
- Œuvres d'Eschyle, 1917. Le Cannet, éd.
- Tragédies, 1917.
- L'émotion musicale, 1918. Revue Philosophique 86:353-369.
- Heures tragiques : 1870-1871, 1914-1919, Poésies, 1919. Le Cannet, V. Guillon, éds.
- Sonnets fantaisistes : silhouettes contemporaines : octobre 1920, 1920.
- Les aveugles de naissance et le monde extérieur, 1921. Revue Philosophique XCI:15-74